# ترینیتا دآگولتو وینیولا
ترینیتا دآگولتو وینیولا (به ایتالیایی: Trinità d'Agultu e Vignola) یک کومونه در ایتالیا است که در استان البیا تمپیو واقع شده‌است. ترینیتا دآگولتو وینیولا ۱۳۶٫۰ کیلومتر مربع مساحت و ۲٬۲۰۸ نفر جمعیت دارد و ۳۶۵ متر بالاتر از سطح دریا واقع شده‌است.